# Журавель американський
Журавель американський (Grus americana) — великий рідкісний журавель (його чисельність становить близько 400 особин), найбільший за зростом птах Північної Америки.

## Опис
Журавель американський — великий птах заввишки близько 150 см і розмахом крил 210—240 см. Самці дещо більші за самок, їх вага становить в середньому 7,3 кг, тоді як у самок 6,4 кг. Оперення повністю білосніжно-біле, за винятком чорних закінчень махового пір'я першого порядку на Крилах і чорних вусів, що розходяться по обидві сторони від дзьоба. Махове пір'я третього порядку помітно подовжене і опускається ззаду у вигляді шлейфу. На верхівці голови пір'я відсутні, шкіра в цьому місці темно-червона. Рогівка ока золотисто-жовта. Дзьоб жовтуватий, іноді на кінці має тьмяно-зелений відтінок. Ноги чорні. Статевий диморфізм (видимі відмінності між самцями і самицями) не виражений. Молоді журавлі помітно відрізняються від дорослих птахів — їх тіло повністю покрите пір'ям, включаючи і голову.

## Розповсюдження
У даний час американські журавлі знаходяться на межі повного вимирання, і їх популяція обмежена дуже невеликою територією Північної Америки. Птахи, що залишилися, гніздяться в районі Національного парку Вуд-Буффало (англ. Wood Buffalo National Park) на Північно-Західних територіях Канади, де їх випадково виявили в 1954 році лісничий і пілот вертольота, а в зимовий час мігрують до узбережжя Мексиканської затоки, до резерву Арансас в американському штаті Техас.
Проте численні викопні знахідки говорять про те, що американські журавлі були широко поширені в Північній Америці кілька мільйонів років тому за часів Плейстоцену, їх ареал займав обширну територію від центральної Канади на півночі до Мексики на півдні і від штату Юта на заході до Атлантичного узбережжя на сході. Різке зниження чисельності американських журавлів відбулося в другій половині XX століття, що пов'язують з господарською діяльністю людини і неконтрольованим полюванням. У результаті кількість птахів зменшилася всього до 10-12 пар, які й були виявлені в 1954 році у важкодоступній місцевості.
За винятком невеликої групи птахів, що вели осілий спосіб життя в південно-західній Луїзіані, місця гніздування американських журавлів зникли з території США ще в кінці XIX століття. Луїзіанськая популяція, що залишилася, повністю зникла до середини XX століття: останні птахи, що залишилися, були відловлені для утримання у вольєрах в 1950 році.

## Спосіб життя

### Місця мешкання
Раніше американський журавель мешкав в достатньо широкому діапазоні різних біотопів. До різкого зниження чисельності популяції він гніздився переважно в преріях з високою травою на півночі Середнього Заходу і осикових чагарниках на сході Канади. Проте його гнізда можна було знайти і в тайгових і субарктичних Північно-Західних територіях Канади, а також на болотистому узбережжі Мексиканської затоки на південному сході США. Хоча загальною ознакою зимових стоянок всіх цих екосистем була наявність заболоченої місцевості, її характер значно розрізнявся від боліт в гористій місцевості в Мексиці до атлантичного узбережжя Техасу і Південної Кароліни. До того ж, у мігруючих популяцій спостерігалася досить велика кількість різноманітних маршрутів до місць зимової стоянки.

### Живлення
Американські журавлі всеїдні — живляться як рослинною, так і тваринною їжею. У період розмноження їх основний раціон складають молюски, ракоподібні, комахи, дрібна прісновода риба, жаби і змії. Під час зимової міграції харчуються в різних умовах: на ріллі, засіяному кукурудзою, пшеницею або сорго; посеред крупних і дрібних боліт, по берегах озер і водосховищ, на річкових мілинах.

### Розмноження

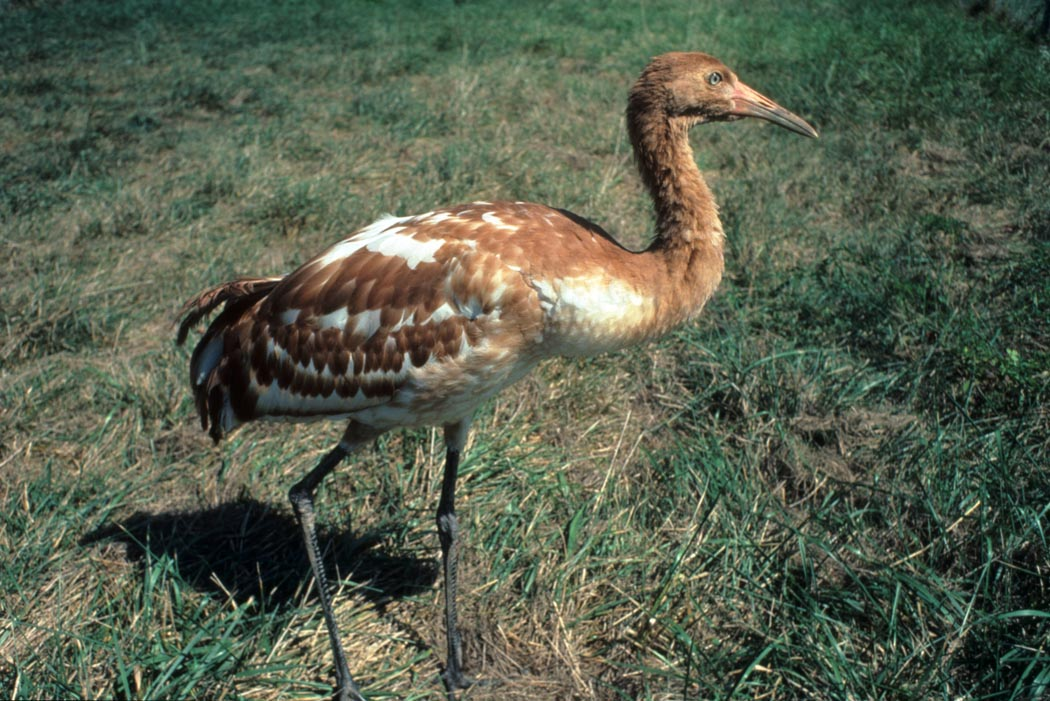
Молодий американський журавель

Як і в інших видів журавлів, пара, що склалася, відзначає своє з'єднання сумісним характерним співом, який являє собою низку складних протяжних мелодійних звуків. Під час співу журавлі займають вертикальне положення, зазвичай закидають назад голову так, що дзьоб направлений вертикально вгору. У американських журавлів спів починає самка, видаючи два високі звуки у відповідь на кожен самотній нижчий звук самця. При цьому самець розпрямляє свої крила тоді як самка тримає їх складеними. Під час залицяння журавлі танцюють, що може виражатися в підстрибуванні, перебіганнях, підкиданні пучків трави або паличок і плесканні крилами. Гніздова територія може значною мірою варіювати за площею — в межах від 1,3 до 47 км².
Гніздо будується прямо у воді з глибиною 14-28 см на мілководді, посеред невеликих озер або на заливних лугах і являє собою добре утрамбовану купу очерету, осоки або іншої болотяної трави з невеликим поглибленням вгорі. Навколо гнізда завжди є ділянки з водою, труднодоступні для сухопутних хижаків. Кладка яєць відбувається в травні, самка зазвичай відкладає 2 яйця (у менш ніж 10 % відсотках випадків 1 яйце) розміром 11х6 см і вагою близько 207 г з перервою в 2-3 дні. Інкубаційний період триває 29-30 днів. Насиджують обидва батька, але самка проводить в гнізді більшу частину часу. Як правило, до зимової міграції виживає тільки одне пташеня, оскільки між двома пташенятами починається конкуренція за виживання, що закінчується смертю одного з них. Літати американські журавлі починають через 80-90 днів. Статева зрілість молодих птахів наступає через 4-5 років.